# CA Vélez Sarsfield
Club Atlético Vélez Sarsfield is een voetbalclub uit Buenos Aires, Argentinië. Het stadion ligt in de wijk Liniers en komt dus niet uit Vélez Sársfield. De club had haar grootste successen in de jaren 90, maar werd ook in 2005, 2009 en 2011 nog landskampioen.

## Historie

### Amateurtijdperk
Aan het einde van 1909 speelden enkele jongeren een informele voetbalwedstrijd. Nadat deze onderbroken werd door regenval schuilden zij in het treinstation Vélez Sarsfield, dat genoemd werd naar Damacio Vélez Sársfield, de schrijver van de Argentijnse civile code. Hier werd besproken om een voetbalclub op te richten om zo officiële wedstrijden te kunnen spelen. De club werd dan op 1 januari 1910 opgericht als Club Atlético Argentinos Vélez Sarsfield (bij de clubnaam wordt de á van Sársfield echter zonder accent geschreven). In het begin droegen ze witte shirts omdat dit makkelijk te krijgen was voor iedereen, vanaf 1912 werd dit gewijzigd naar een marineblauw shirt.
De club begon in 1912 met competitievoetbal te spelen. De club werd versterkt met enkele spelers van San Lorenzo, die de club verlaten hadden na interne problemen. In het eerste jaar speelde de club al om de titel, maar verloor deze aan CA Tigre. Eind 2013 werd besloten om Argentinos uit de naam te halen en verder te gaan als CA Vélez Sarsfield. In 1914 werden de clubkleuren opnieuw gewijzigd. Omdat vele leden Italo-Argentijnen waren werden de kleuren van de Italiaanse vlag aangenomen. De club probeerde te promoveren naar de hoogste klasse en kwam hier in 1917 weer dicht bij, maar verloor nu de finale om promotie van Defensores de Belgrano. In 1919 kwam er na onenigheden een splitsing in de Argentijnse competitie waardoor er twee competities ontstonden. Vélez Sarsfield sloot zich aan bij de nieuwe amateurcompetitie en speelde in 1919 voor het eerst in de hoogste klasse. De eerste wedstrijd won de club met 2-1 van CA Independiente en aan het einde van het seizoen werden ze tweede achter Racing Club, dat voor de zevende keer op rij kampioen was geworden. Het volgende seizoen werd de club zesde en Salvador Carreras werd de eerste speler van de club die topschutter werd in de Argentijnse competitie.
In 1921 werd José Luis Boffi de eerste speler van de club die geselecteerd werd voor het nationaal elftal in een wedstrijd tegen Chili, die met 4-1 gewonnen werd door Argentinië. In 1924 nam de club een nieuw stadion in gebruik in de wijk Villa Luro. In de competitie eindigde de club meestal in de middenmoot. In 1927 werden de twee rivaliserende competities samen gevoegd en speelden er 34 clubs in de hoogste klasse, Vélez werd slechts 24ste. Een jaar later werd in het stadion van de club de eerste avondwedstrijd in Argentinië gespeeld tussen het Argentijnse Olympische team, die dat jaar de zilveren medaille won op de Spelen, en een selectie van de voetbalbond. Het Olympische team won met 3-1 (goals van Roberto Cherro, Manuel Ferreira en Cesáreo Onzari voor de Olympiërs en Manuel Seoane voor de voetbalbond).

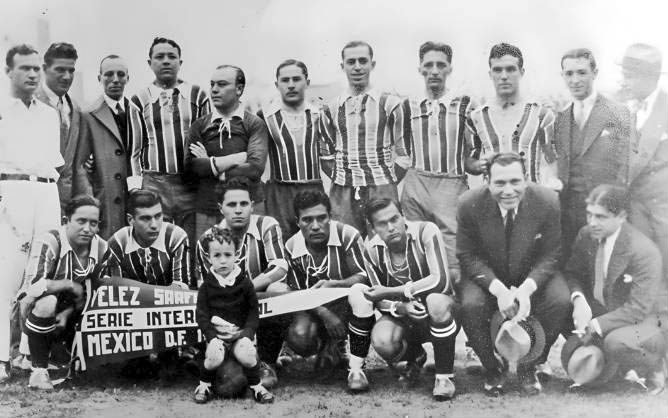
Vélez voor een wedstrijd in Mexico-Stad tijdens de Pan-Amerikaanse tour.

In 1930 en 1931 maakte de club een Pan-Amerikaanse tournee en speelde tegen clubs uit Peru, Chili, Cuba, Mexico en de Verenigde Staten. Ze speelden 25 wedstrijden en verloren enkel van het Amerikaanse Fall River FC, vier wedstrijden werden gelijk gespeeld en de overige 20 gewonnen. Het team bestond uit 17 spelers: 10 van Vélez Sarsfield (Celio Caucia, Eleuterio Forrester, Manuel de Sáa, Alfredo Sánchez, Rodolfo Devoto, Norberto Arroupe, Saúl Quiroga, Alberto Álvarez, Eduardo Spraggón en Ernesto Garbini); en zeven geleende spelers:Fernando Paternoster (Racing Club), Bernabé Ferreyra (Tigre), Francisco Varallo (Gimnasia La Plata), Carlos Volante (Platense), Gerónimo Díaz en Agustín Peruch (beiden van Newell's Old Boys) en Alberto Chividini (Central Norte de Tucumán).

### Proftijdperk
In 1931 werd het profvoetbal ingevoerd, de huidige Primera División. Samen met 17 andere clubs verliet Vélez Sarsfield de amateurcompetitie, die als hoogste klasse nog tot 1934 zou bestaan naast de profklasse. In het eerste profseizoen eindigde de club op de negende plaats.
In 1932 ontstond de bijnaam voor de club El Fortín wat Spaans is voor het kleine fort, verwijzend naar het stadion van toen waar het moeilijk winnen was van de club. Tussen 1934 en 1935 was de club 24 wedstrijden op rij ongeslagen.
In 1933 nam de club de huidige clubkleuren aan toen een handelaar in sportartikelen hen een wit truitje aanbood met een blauwe V dat besteld werd door een rugbyteam maar nooit afgehaald werd.
Agustín Cosso werd in 1935 de eerste speler van de club die topschutter werd in de profcompetitie. Het was ook het eerste seizoen dat de club in de top vier eindigde. De volgende jaren eindigde de club in de betere of lagere middenmoot tot een degradatie volgde in 1940. Het zou de enige degradatie tot dusver worden voor de club. De degradatie leek echter erg dubieus. CA Atlanta moest winnen van Independiente en hopen dat Sarsfield een misstap begin thuis tegen San Lorenzo. Vélez Sarsfield verloor met 0-2 en Atlanta stond na de eerste helft 6-0 voor tegen Independiente. Het werd wel nog 6-4, maar gezien Independiente vicekampioen was werd er toch gespeculeerd over een mogelijke omkoping.

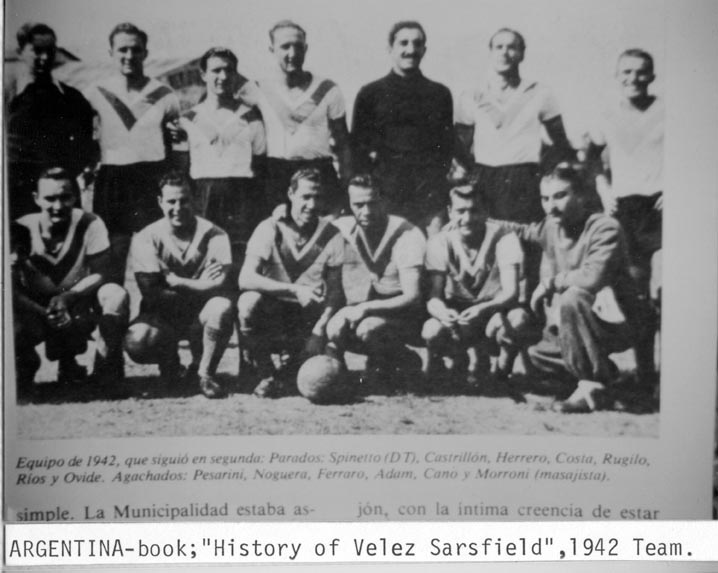
Dit is een foto van de 1942 Velez Sarsfield team dat speelde in Tweede Klasse. De keeper is Miguel Rugilo "Leeuw van Wembley". Jose M. Noguera speelde ook op dit team.

Door de degradatie kwam de club in de financiële problemen. José Amalfitani, die voorheen al eens twee jaar voorzitter was geweest in de jaren twintig werd opnieuw voorzitter en hij zorgde voor een verhuis naar de wijk Liniers. In het eerste seizoen in het vagevuur werd de club vierde en het jaar erop derde achter Rosario Central en CA Excursionistas. In 1943 werd de club dan autoritair kampioen met zeven punten voorsprong op Unión de Santa Fe, onder leiding van trainer Victorio Spinetto. Datzelfde jaar nam het team hun nieuwe stadion in gebruik. Op deze plaats staat intussen het huidige stadion José Amalfitani, dat in 1951 opende. Het stadion kreeg de naam van de voorzitter die Vélez Sarsfield gedurende 30 jaar leidde en de club uit een crisis redde.
In 1945 behaalde de club zijn grootste zege ooit in de hoogste klasse, 8-0 tegen Independiente. Tijdens seizoen 1949 stopte doelman Miguel Ángel Rugilo vijf strafschoppen in vijf opeenvolgende wedstrijden, een jaar later stopte hij er zelfs twee in één wedstrijd tegen River Plate. Rugilo zou tijdens een interland tegen Engeland de bijnaam de leeuw van Wembley krijgen door zijn puike prestatie in de wedstrijd die evenwel door de Argentijnen verloren werd. Nadat de club jaren een middenmoter was geweest eindigden ze in 1953 voor het eerst op de tweede plaats, achter River Plate. Enkele sterspelers waren Norberto Conde, Juan José Ferraro en Osvaldo Zubeldía. Een jaar later werd de club slechts negende, maar Conde was toen wel topschutter van de competitie.

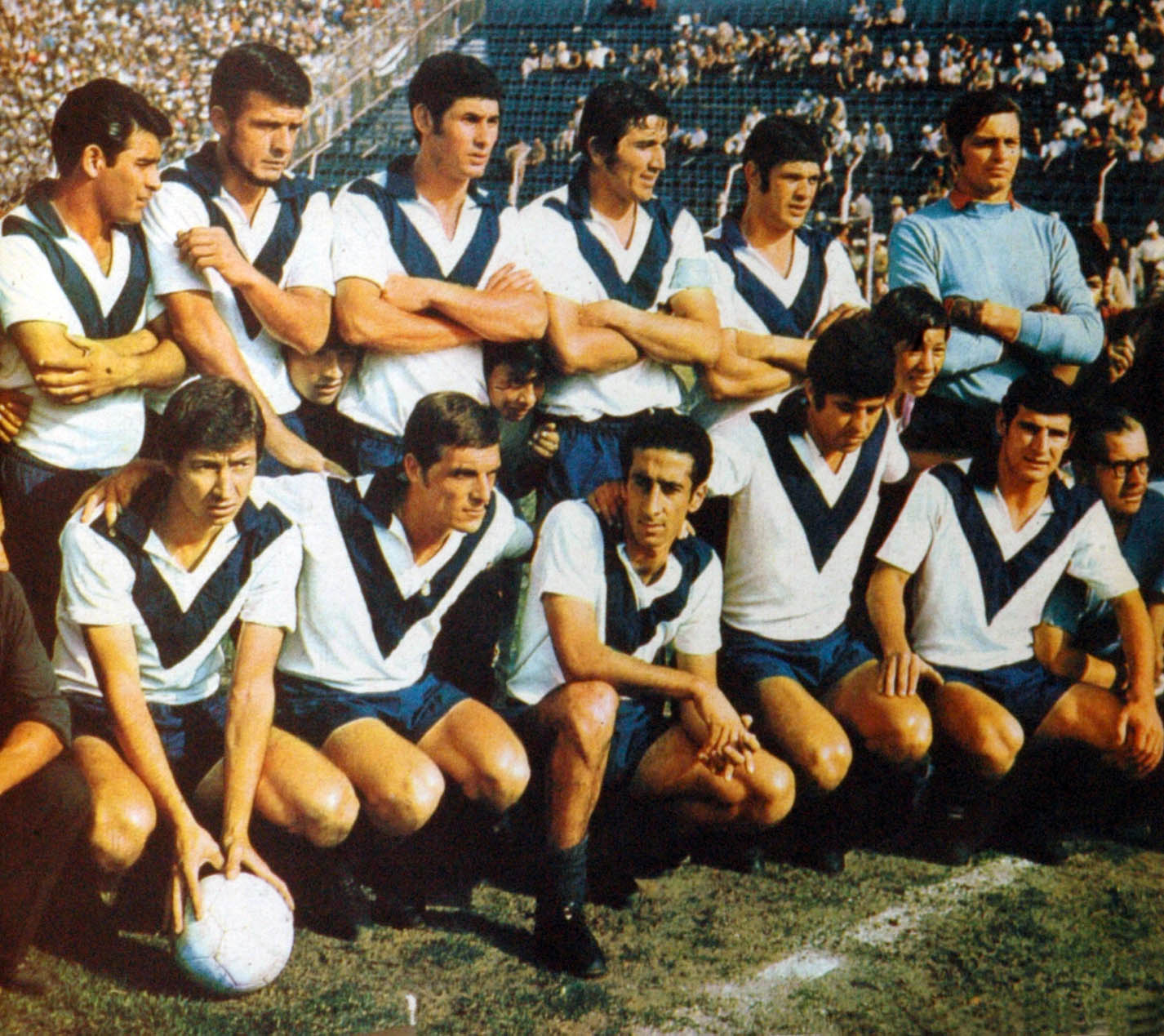
Elftal dat in 1968 de eerste titel won voor de club.

Tot begin jaren zestig eindigde de club meestal in de betere middenmoot. Na ook enkele mindere prestaties ging het weer gestaag omhoog. Vanaf 1967 werd de competitie gewijzigd en werden er twee kampioenschappen per jaar gespeeld, de Nacional en de Metropolitano. In de Metropolitano van 1968 werd de club groepswinnaar en speelde de halve finale tegen Estudiantes, maar verloor. In de Nacional van dat jaar eindigde de club samen met River Plate en Racing op de eerste plaats. Er kwam een play-off die de club won en zo werd Vélez Sarsfield voor het eerst landskampioen. De club nam echter om economische redenen niet deel aan de Copa Libertadores.
In de Metropolitano van 1971 leek de club een nieuwe titel te behalen, maar op de laatste twee speeldagen verloor de club van Racing Club en CA Huracán waardoor Independiente met één punt voorsprong alsnog de titel claimde. Carlos Bianchi werd topschutter voor de club. Het duurde tot de Metropolitano van 1979 vooraleer de club opnieuw aanspraak maakte op de titel en hier de finale verloor van River Plate. Ze mochten hierdoor wel naar de Copa Libertadores 1980. In een groep met River Plate en de Peruviaanse clubs Sporting Cristal en Atlético Chalaco werd de club groepswinnaar. In de tweede groepsfase moest de club het echter afleggen tegen SC Internacional en América de Cali.
In de Nacional van 1981 bereikte de club de halve finales, waarin ze verloren van Ferro Carril Oeste. Carlos Bianchi, die net zeven jaar in Europa had gevoetbald keerde terug naar de club en werd opnieuw topschutter. Na een paar jaar subtop maakte de club opnieuw aanspraak op de titel in de Nacional van 1985 waar ze de finale bereikten en die verloren van Argentinos Juniors.
Na dit seizoen werd het zomer-lenteseizoen naar Europees model ingevoerd als competitie. Dit hield vijf jaar stand en de club eindigde telkens in de middenmoot. Vanaf 1990 kwamen er terug twee competities, de Apertura en Clausura. In de Apertura van 1990 werd de club derde en verhinderde op de laatste speeldag dat River Plate kampioen werd door met 2-1 te winnen van de club. Ubaldo Fillol stopte een strafschop tijdens deze wedstrijd en beëindigde dat seizoen ook zijn carrière als 41-jarige. Esteban González werd met 18 treffers topschutter in seizoen 1990/91. De club blijft het goed doen en in de Clausura van 1992 worden ze vicekampioen. De club plaatst zich voor de Copa CONMEBOL en wordt daar meteen uitgeschakeld door Deportivo Español.
Op 22 december 1992 wordt Carlos Bianchi trainer. Als speler won hij al de titel met de club en werd ook meerdere keren topschutter. In de Clausura van 1993 dingt de club al meteen mee voor de titel. Op de laatste speeldag hebben ze genoeg aan een gelijkspel tegen Estudiantes om de titel binnen te halen. Het is uitgerekend Vélez doelman José Luis Chilavert die scoort voor de club waardoor het 1-1 wordt en de titel binnen is. In de Apertura van 1993 werd de club met één punt achterstand op River Plate vicekampioen. In de Copa Libertadores 1994 werd de club groepswinnaar en versloeg dan Defensor Sporting, Minervén FC en Atlético Junior op weg naar de finale. Die werd gespeeld tegen titelverdediger São Paulo FC. Thuis werd het 1-0 dankzij een goal van Omar Asad. In de terugwedstrijd werd het ook 1-0 waardoor de titel beslecht werd na strafschoppen. Hierin won Vélez met 5-3. Als Zuid-Amerikaans kampioen mocht de club ook aantreden in de interconinentale beker in Tokyo, waar ze de Europese kampioen AC Milan troffen. Met goals van Roberto Trotta en opnieuw Asad kon de club zich tot wereldkampioen kronen. Ook de iets minder prestigieuze Copa Interamericana werd dat jaar gewonnen tegen het Costa Ricaanse Club Sport Cartaginés. Een jaar later werd de club in de kwartfinale van de Copa Libertadores uitgeschakeld door River Plate. In seizoen 1995/96 won de club zowel de Apertura als de Clausura. In 1996 werd de Supercopa Sudamericana gewonnen en dit jaar vertrok Bianchi ook als trainer. In de Copa Libertadores 1997 werd de club groepswinnaar, maar werd dan al snel uitgeschakeld door het Peruviaanse Sporting Cristal. Dat jaar werd wel de Recopa Sudamericana gewonnen van River Plate.
In 1998 won Vélez de Clausura en plaatste zich voor de Copa Libertadores 1999, waar ze groepswinnaar werden. In de tweede ronde werd Universitario Lima nog uitgeschakeld maar in de kwartfinale was River Plate te sterk. De volgende jaren waren slechts middelmatig. In de Apertura van 2004 kon de club nog eens vicekampioen worden achter Newell's Old Boys. Bij de Clausura van dat seizoen stond de club eindelijk weer eens op de eerste plaats. In de Copa Libertadores 2006 ging de club naar de tweede ronde, waar Newell's Old Boys uitgeschakeld werd, maar verloor dan van CD Guadalajara. Een jaar later werd de club in de tweede ronde uitgeschakeld door Boca. In 2009 won de club de Clausura, de zevende landstitel al. In de Copa Libertadores 2010 werd de club opnieuw door Guadalajara uitgeschakeld.
In 2011 had de club nog eens een klein internationaal succes in de Copa Libertadores 2011. Nadat de groepsfase overleefd werd schakelde de club LDU Quito en Club Libertad uit alvorens in de halve finale te sneuvelen tegen CA Peñarol. Het seizoen werd wel nog opgefleurd met een nieuwe titel in de Clausura. In de Copa Libertadores 2012 bereikte de club opnieuw de 1/8ste finale en versloeg hier Atlético Nacional, maar ging dan kopje onder tegen Santos FC. De club won het Torneo Inicial (nieuwe naam Apertura) in 2012. In 2013 en 2014 werd de club telkens in de tweede ronde van de Copa Libertadores uitgeschakeld.

## Erelijst
- Primera División

1968 (Nacional), 1993 (Clausura), 1995 (Apertura), 1996 (Clausura), 1998 (Clausura), 2005 (Clausura), 2009 (Clausura), 2011 (Clausura), 2012 (Inicial), 2012/13 (Primera División).
- Primera B

1943
- Primera C

1914 FAF, 1922 AAm
- Supercopa Argentina

2013
- CONMEBOL Libertadores

1994
- Intercontinental Cup

1994
- Copa Interamericana

1995
- Supercopa Sudamericana

1996
- CONMEBOL Recopa

1997

## Tenue
| 1910–12 | 1912–14 | 1914–33 | 1933–heden |

## Bekende (oud-)spelers
- Carlos Bianchi
- Facundo Cardozo
- Pablo Cavallero
- José Luis Chilavert
- Norberto Conde

- Diego Godin
- Sergio Goycochea
- Nicolas Otamendi
- Adrián Paz
- Mauricio Pellegrino

- Lucas Pratto
- Oscar Ruggeri
- Carmelo Simeone
- Diego Simeone
- Victorio Spinetto
- Mauro Zárate

## Bekende trainers
- Carlos Bianchi
- Gabriel Heinze
- Ricardo Lavolpe
- Mauricio Pellegrino